# GSC2262-426
GSC2262-426 є хімічно пекулярною зорею
спектрального класу
A5 й має видиму зоряну величину в
смузі V приблизно  9.9.
.